# Lacoochee
Lacoochee ist  ein census-designated place (CDP) im Pasco County im US-Bundesstaat Florida. Das U.S. Census Bureau hat bei der Volkszählung 2020 eine Einwohnerzahl von 1.124 ermittelt.

## Geographie
Durch den Ort fließt der Withlacoochee River. Lacoochee liegt rund 10 km nördlich von Dade City sowie etwa 60 km nördlich von Tampa. Der CDP wird von den U.S. Highways 98 und 301 (SR 35) sowie von der Florida State Road 575 durchquert bzw. tangiert.

## Geschichte
Im Jahre 1886 wurde durch die Tropical Florida Railroad, einer Tochtergesellschaft der Florida Railroad, eine Bahnstrecke von Ocala über Lacoochee nach Plant City eröffnet. Die Bahnlinie wurde 1890 bis Tampa verlängert. Hier kreuzte die 1888 fertiggestellte Orange Belt Railway von Sanford nach Saint Petersburg. Nach mehreren Übernahmen wurde die Strecke im Zuge der Gründung der Seaboard Coast Line Railroad im Jahr 1967 stillgelegt.

## Demographische Daten
Laut der Volkszählung 2010 verteilten sich die damaligen 1714 Einwohner auf 537 Haushalte. Die Bevölkerungsdichte lag bei 231,6 Einw./km². 67,9 % der Bevölkerung bezeichneten sich als Weiße, 19,4 % als Afroamerikaner, 1,1 % als Indianer und 0,1 % als Asian Americans. 8,7 % gaben die Angehörigkeit zu einer anderen Ethnie und 2,7 % zu mehreren Ethnien an. 39,0 % der Bevölkerung bestand aus Hispanics oder Latinos.
Im Jahr 2010 lebten in 52,1 % aller Haushalte Kinder unter 18 Jahren sowie 22,8 % aller Haushalte Personen mit mindestens 65 Jahren. 77,4 % der Haushalte waren Familienhaushalte (bestehend aus verheirateten Paaren mit oder ohne Nachkommen bzw. einem Elternteil mit Nachkomme). Die durchschnittliche Größe eines Haushalts lag bei 3,23 Personen und die durchschnittliche Familiengröße bei 3,64 Personen.
40,1 % der Bevölkerung waren jünger als 20 Jahre, 25,6 % waren 20 bis 39 Jahre alt, 20,8 % waren 40 bis 59 Jahre alt und 13,8 % waren mindestens 60 Jahre alt. Das mittlere Alter betrug 28 Jahre. 49,2 % der Bevölkerung waren männlich und 50,8 % weiblich.
Das durchschnittliche Jahreseinkommen lag bei 22.083 $, dabei lebten 45,7 % der Bevölkerung unter der Armutsgrenze.
Im Jahr 2000 war englisch die Muttersprache von 73,74 % der Bevölkerung und spanisch sprachen 26,26 %.

## Persönlichkeiten
- Mudcat Grant (1935–2021), Baseball-Pitcher der Major League Baseball (MLB)